# Meher Bába
Meher Bába (Mervan Seriar Iráni – dévanágari: मेहेर बाबा) (1894. február 25. – 1969. január 31.) indiai misztikus és spirituális mester volt, aki 1954-ben nyilvánosan a kor avatárjának nyilvánította magát.

## Élete
Meher Bába zoroasztriánus családban született az indiai Púne-ban. Szokványos gyermekkora volt; nem mutatott különösebb érdeklődést a spirituális dolgok iránt. 19 éves korában azonban a muszlim szent asszonnyal, Hazrat Bábadzsannal való rövid ismeretsége hétéves spirituális átalakulást indított meg benne. Az általa az „öt tökéletes vezető”-ként emlegetett más spirituális vezetőkkel is felvette a kapcsolatot. Nyilvános közösségbeli tevékenységének kezdete előtt Sakoriban telepedett le Upaszni Maharaddzsal. A Meher Bába nevet (ami annyit tesz: „könyörületes atya”) a követői adták Mervannak
1925-től élete végéig Meher Bába hangos szó nélkül, ábécés tábla illetve egyedi kézjelek segítségével kommunikált. Hosszú időszakokat töltött visszavonultan, gyakran böjtölt, de ezen időszakok között hosszú utakat tett meg, nyilvános összejöveteleken vett részt, karitatív munkát végzett beleértve a leprásokkal, szegényekkel és lelki szegényekkel való törődést. Egy időben inkognitóban járta Indiát; ezt nevezte „új élet”-nek. 
1954. február 10-én Meher Bába avatárnak nevezte magát (ami isteni reinkarnációt, megtestesülést jelent).